# James A. Garfield
James Abram Garfield (Moreland Hills, Ohio, 1831. november 19. – Elberon, New Jersey, 1881. szeptember 19.) az Egyesült Államok 20. elnöke 1881-ben. Abraham Lincoln után ő volt a második olyan elnök, akit meggyilkoltak. 6 hónapot és 15 napot töltött hivatalában.
1859 és 1861 között Ohio állam szenátora volt.
1861-ben csatlakozott az unió hadseregéhez, majd 1863-ban vezérőrnagyként felhagyott a katonáskodással.
1862-ben megválasztották a kongresszus tagjává, és 1878-ig minden második évben újraválasztották. 1880-ban elnyerte a Republikánus Párt elnökjelöltségét, és szintén fényes katonai múltat felmutató demokrata kihívójával, Winfield Scott Hancockkal szemben megnyerte az elnökválasztást.
Elnöksége során megpróbált közvetíteni a Republikánus Párt két nagy frakciója között. Ő a „Half-Breeds” csoport vezetője volt, míg a politikai egyezkedések eredményeként kinevezett alelnöke, Chester A. Arthur a „Stalwarts” csoportot képviselte. A Half-Breeds támogatta a polgári szolgálatot és Hayes elnök viszonylag puha politikáját az egykori konföderációs államokkal szemben, míg a Stalwarts tagjai a kemény politika elkötelezettjei voltak.
Többen valószínűsítik, hogy halálát is részben a két csoport közötti feszültségek okozták[forrás?]. 1881. július 2-án délelőtt lőtte meg a Stalwarts-szimpatizáns Charles J. Guiteau, aki tette után Arthur elnökségét éltette. Guiteau elmebeteg volt, és dühítette, hogy kérelmét az Egyesült Államok párizsi konzuli pozíciójának betöltésére többször is visszautasították, nem lévén megfelelő képzettsége. Tettéért 1882. június 30-án felakasztották.
A merénylet okozta sebesülése nem volt túlságosan súlyos, két lövés érte, egyik a vállán, egy pedig a hátán, amin keresztül a golyó a hasnyálmirigy mögött állt meg, de a kor orvosi és technikai színvonala miatt az elnököt gyakorlatilag félrekezelték, például fertőtlenítés nélkül próbálták kezelni a sebesüléseit, és végső soron ez vezetett a halálához is. Az orvosai, hogy megtalálják az elnök testében a golyót, Alexander Graham Bellt hívták segítségül, aki a fémdetektor ősatyjával, az indukciós mérleggel próbálta meg megtalálni a lövedéket. Ám a szerkezet folyamatos háttérzaja miatt nem tudták megtalálni az idegen testet. Mint később kiderült, az elnök egy akkoriban még ritkaságszámba menő rugós matracon feküdt, ez zavarta az indukciós mérleget. Az elnököt ezen kívül rektálisan, vagyis a végbélen keresztül próbálták meg táplálni, amire orvosai szerint az emésztőrendszere sérülése miatt volt szükség, az orvosai ráadásul rivalizáltak is a saját helyesnek vélt orvosi módszerük védelmében. A fertőzésekkel, gyulladásokkal és vérmérgezéssel küszködő elnököt így sikerült két hónapig életben tartani, de végül szeptember 19-én elhunyt, halálát igazából az orvosok hozzá nem értése okozta, akik gyakorlatilag halálra éheztették.

## Érdekességek
- 1873-ban, képviselősége alatt, felfedezte a Pitagorasz-tétel trapézos bizonyítását.
- Képes volt egyik kezével latin, másik kezével görög nyelven írni.
- Kongresszusi képviselőként a költségvetési bizottság elnöke, és a bank és fizetőeszköz bizottság tagja volt. 1881-es beiktatását követően nyilvánosan kritizálta a központi bankrendszert: „Aki bármely ország pénzmennyiségét irányítja, az minden iparág és kereskedelem abszolút ura. És amikor rájössz, hogy a rendszert így vagy úgy nagyon egyszerűen irányítja néhány nagyhatalmú ember felülről, neked már nem kell magyarázni többet, honnan erednek az inflációs- és válságperiódusok."

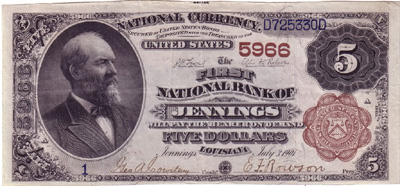
James A. Garfield portréja szerepelt az 1882-es sorozatú National Currency National Bank Note típusú 5 dolláros bankjegy előoldalán.